# La Chapela de Gresinhac
La Chapela de Gresinhac (en francès La Chapelle-Grésignac) és un municipi francès situat al departament de la Dordonya i a la regió de la Nova Aquitània.

## Demografia
| 1962                                       | 1968 | 1975 | 1982 | 1990 | 1999 | 2007 |
| ------------------------------------------ | ---- | ---- | ---- | ---- | ---- | ---- |
| 193                                        | 165  | 146  | 136  | 126  | 112  | 139  |
| Des de 1962: població sense dobles comptes |      |      |      |      |      |      |

## Administració
| Període   | Identitat         | Partit |
| --------- | ----------------- | ------ |
| 1989-2008 | Christian Vallade |        |
| 2008-     | Annie Vallade     |        |